# Керолайн Емілі Невілл
Леді Керолайн Емілі Невілл (31 травня 1829 — 23 лютого 1887) — рання англійська фотографка.

## Життєпис
Керолайн Емілі Невілл була старшою дочкою Вільяма Невілла, 4-го графа Абергавенні та Керолайн Лік. Її старший брат Вільям народився в 1826 році в Лонгфорд-Холі в Шропширі; її молодша сестра Генрієта Августа народилася в 1830 році поблизу Мейдстоуну в Кенті. 
Керолайн Емілі Невілл померла в 1887 році у віці 57 років.

## Фотографія
Невілл та її молодші сестри Генрієтта (1830—1912) та Ізабель (1831—1915) були відомі разом під назвою «Тріо», коли виставлялись у Лондонському фотографічному товаристві в 1854 р.
Леді Каролайн була членкинею Клубу обміну фотографіями (заснований в 1855 р.), знімаючи архітектурні види Кента з 1855 по 1858 рр. З 1859 року вона також брала участь в Асоціації фотографів-аматорів.